# Piampatara humeralis
Piampatara humeralis là một loài bọ cánh cứng trong họ Cerambycidae.